# Gareth Williams (musicien)
Pour les articles homonymes, voir Gareth Williams et Williams.
Gareth Williams est un musicien britannique né le 23 avril 1953 à Cardiff (Pays de Galles) et mort le 24 décembre 2001 à Londres (Angleterre) de suite d'un cancer. Il est surtout connu avoir été le bassiste et chanteur du groupe de rock expérimental This Heat de 1976 à 1981.

## Biographie
Gareth Williams naît à Cardiff mais grandit et étudie à Sutton, dans le Surrey, et obtient son A-level, en apprenant parallèlement la guitare basse. Il part ensuite pour Londres où il travaille alors comme vendeur dans un magasin de musique. Collectionneur de vinyls, il se lie d'amitié avec deux clients, le batteur Charles Hayward et le guitariste Charles Bullen, avec qui il fonde très vite un groupe, This Heat, en 1976. Après deux albums, This Heat et Deceit, Gareth Williams quitte le groupe en 1981, et part pour l'Inde, afin d'étudier le Kathakali. Il coécrit également un livre sur les religions en Inde pour l'Université des Études Orientales et Africaines de Londres. 
En 1985, il rencontre la musicienne Mary Currie, avec qui il fonde le groupe Flaming Tunes, avec qui il sortira un seul album, qui ne rencontrera pas de succès. Dans les années 1990, il collabore brièvement avec Charles Hayward dans plusieurs de ses projets. Il meurt le 24 décembre 2001, rongé par le cancer.